# Gauliga Westfalen 1933/34
Die Gauliga Westfalen 1933/34 war die erste Spielzeit der Gauliga Westfalen im Fußball. Der 1. Spieltag wurde am 3. September 1933, die letzten Nachholspiele am 18. März 1934 ausgetragen. Die Meisterschaft sicherte sich der FC Schalke 04 mit zehn Punkten Vorsprung auf die punktgleichen Mannschaften SV Höntrop und SuS Hüsten 09. Schalke qualifizierte sich für die Endrunde um die deutsche Meisterschaft, welche sie durch einen 2:1-Finalsieg über den 1. FC Nürnberg gewann. Die Abstiegsränge belegten die Sportfreunde 95 Dortmund und Arminia Bielefeld. Aus den Bezirksligen stiegen Westfalia Herne und Union Recklinghausen auf.

## Teilnehmer
Für die erste Austragung der Gauliga Westfalen qualifizierten sich folgende Mannschaften:
- aus der Bezirksliga Ruhr, Gruppe 1 der westdeutsche Fußballmeisterschaft 1932/33:
  - SV Höntrop
- aus der Bezirksliga Ruhr, Gruppe 2 der westdeutsche Fußballmeisterschaft 1932/33:
  - FC Schalke 04
  - Germania Bochum
- aus der Bezirksliga Westfalen, Gruppe West der westdeutsche Fußballmeisterschaft 1932/33:
  - SpVgg Herten
  - Preußen Münster
  - Viktoria Recklinghausen
- aus der Bezirksliga Westfalen, Gruppe Ost der westdeutsche Fußballmeisterschaft 1932/33:
  - Arminia Bielefeld
- aus der Bezirksliga Südwestfalen der westdeutsche Fußballmeisterschaft 1932/33:
  - SuS Hüsten 09
  - Deutscher SC Hagen
- aus der Bezirksklasse Dortmund 1932/33
  - Sportfreunde 95 Dortmund

## Abschlusstabelle
| Pl. | Verein                   | Sp. | S  | U | N  | Tore    | Quote | Punkte |
| --- | ------------------------ | --- | -- | - | -- | ------- | ----- | ------ |
| 1.  | FC Schalke 04            | 18  | 16 | 1 | 1  | 076:170 | 4,47  | 33:30  |
| 2.  | SV Höntrop               | 18  | 10 | 3 | 5  | 057:280 | 2,04  | 23:13  |
| 3.  | SuS Hüsten 09            | 18  | 11 | 1 | 6  | 047:310 | 1,52  | 23:13  |
| 4.  | Germania Bochum          | 18  | 9  | 1 | 8  | 051:390 | 1,31  | 19:17  |
| 5.  | SpVgg Herten             | 18  | 9  | 0 | 9  | 046:440 | 1,05  | 18:18  |
| 6.  | Deutscher SC Hagen       | 18  | 8  | 1 | 9  | 022:440 | 0,50  | 17:19  |
| 7.  | Viktoria Recklinghausen  | 18  | 6  | 3 | 9  | 028:430 | 0,65  | 15:21  |
| 8.  | Preußen Münster          | 18  | 6  | 3 | 9  | 025:430 | 0,58  | 15:21  |
| 9.  | Sportfreunde 95 Dortmund | 18  | 4  | 3 | 11 | 027:530 | 0,51  | 11:25  |
| 10. | Arminia Bielefeld        | 18  | 2  | 2 | 14 | 023:600 | 0,38  | 06:30  |

## Aufstiegsrunde
| Platz | Verein                                            | Spiele | Tore  | Quote | Punkte |
| ----- | ------------------------------------------------- | ------ | ----- | ----- | ------ |
| 1.    | Westfalia Herne (Sieger Gruppe Industriebezirk 2) | 8      | 19:80 | 2,38  | 11:50  |
| 2.    | Union Recklinghausen (Sieger Gruppe Münster)      | 8      | 10:70 | 1,43  | 10:60  |
| 3.    | VfB 03 Bielefeld (Sieger Gruppe Minden)           | 8      | 21:23 | 0,91  | 10:60  |
| 4.    | MBV Linden 05 (Sieger Gruppe Industriebezirk 1)   | 8      | 10:14 | 0,71  | 07:90  |
| 5.    | FC Schwelm 06 (Sieger Gruppe Arnsberg)            | 8      | 15:23 | 0,65  | 02:14  |